# Östra Hoby
Östra Hoby er et landsby i Simrishamn kommune i Skåne län. Östra Hoby kirke stammer fra 1100-tallet.
Poul Hansen Ancher blev født her i 1629 eller 1630 hvor hans far var sognepræst.
- Wikimedia Commons har flere filer relateret til Östra Hoby